# Вулиця Варшавська (Вінниця)
Вулиця Варшавська — вулиця у Вінниці.
Знаходиться на лівобережжі Південного Бугу, в квадраті, обмеженому вулицями Київською, Академіка Янгеля, Винниченка і проспектом Коцюбинського. Проходить з північного заходу від вул. Стеценка на південний схід до вул. І. Бевза. Довжина ~ 450 м.

## Історія
До 30 вересня 2022 року вулиця мала назву Ширшова. У 77 і 78 номерах газети «Більшовицька правда» від 4 та 5 квітня 1938 року був надрукований матеріал про героя радянської країни, дослідника Арктики П.П. Ширшова та його візит до Вінниці. 3 квітня того року Петра Ширшова зустрічали на залізничному вокзалі з великими почестями, на пероні навіть вишикувався військовий караул. Герой-науковець відвідав швейну фабрику, школи № 2 і № 18, оперний театр (тепер – музично-драматичний театр ім. Садовського), зустрівся з першими керівниками Вінницької області. З газети дізнаємося, що П.П. Ширшов перед візитом до Вінниці відвідав Київ та ряд інших українських міст. Із Вінниці він попрямував до Молдови. 
З 30 вересня 2022 — вулиця Варшавська.